# 陽電子リフレクター
陽電子リフレクター（ようでんしリフレクター、Positron Deflector）は、アニメ『機動戦士ガンダムSEED DESTINY』に登場する架空の防御兵器。本シリーズにおけるビームシールドの概要も記述する。

## 陽電子リフレクター
その技術的なルーツはユーラシア連邦において開発された「光波防御シールド」にあり、元々は同国が保有していた技術であったが、大西洋連邦からのモビルスーツ (MS) 供与に伴い、技術の譲渡が行われて独自に発展した。
このリフレクターは力場と陽電子を展開することによって形成される、ビームシールドの一種である。ビーム・実弾を問わず高い防御力を誇り、陽電子砲さえ防げる。その一方、MSサイズまでの小型化が困難であることから、搭載機は大型機種に限定される。

### 搭載機・兵器
- YMAF-X6BD ザムザザー
- YMFG-X7D ゲルズゲー
- TS-MB1B ユークリッド
- GFAS-X1 デストロイ
- ドレイク級（改修艦）
- ネルソン級（改修艦）
- メサイア

## アルミューレ・リュミエール
アルミューレ・リュミエール (Armure Lumiere) は、アニメ『機動戦士ガンダムSEED』に登場する架空の防御兵器。
ユーラシア連邦の要塞アルテミスに搭載された光波防御帯を技術的な礎とし、CE71年後半にはハイペリオンのロールアウトによってMSサイズの「モノフェーズ光波防御シールド」が実用化された。
以後は技術的な流出が発生し、CEに登場するすべてのビームシールドのベースとなった。ただし、それぞれのビームシールドは用いる力場の違いなどで個別の発展をとっている。

## ビームシールド
ビームシールド (Beam Shield) は、アニメ『ガンダムシリーズ』に登場する架空の防御兵器。『機動戦士ガンダムSEED DESTINY』より登場する。
『機動戦士ガンダムSEED X ASTRAY』に登場するハイペリオンに搭載されていたモノフェーズ光波防御シールド「アルミューレ・リュミエール」に改良が加えられ、完成した兵装である。

### 搭載機
- ZGMF-XX09T ドムトルーパー
- ZGMF-X20A ストライクフリーダム
- ZGMF-X19A インフィニットジャスティス
- ZGMF-X56S/θ デスティニーインパルス
- ZGMF-X42S デスティニー
- ZGMF-X666S レジェンド
- ZGMF-2025/F ゲルググメナース
- MBF-P01-Re2 アストレイ ゴールドフレーム天ミナ（「オキツノカガミ」装備時）
- CAT1-X（1〜3）/3 ハイペリオン
- CAT1-XG（1〜12）/12 ハイペリオンG
- GSF-YAM02 ガードシェル
- MMF-JG73L ターンデルタ
- MBF-P02 レッドフレームMJ
- MWF-JG73 マーズジャケット
- MVF-X08 エクリプスガンダム
- NOG-M2D1/E ブラックナイトスコード カルラ